# Comando de Operaciones Conjuntas
El Comando de Operaciones Conjuntas, denominado Comando Operacional de las Fuerzas Armadas hasta 2024, es un comando con dependencia orgánica del Estado Mayor Conjunto con la misión de dirigir las operaciones militares de las Fuerzas Armadas en tiempos de paz. También es comandante de operaciones en situaciones de crisis hasta la designación de un comandante del teatro de operaciones.

## Reseña
Conforme al decreto 1691/06 el Comando Operacional es un organismo permanente del Estado Mayor Conjunto responsable del comando operacional de medios específicos aportados por las tres Fuerzas Armadas. Es una medida tendiente a reforzar la acción militar conjunta como lección de Malvinas.
Por el decreto 1112/24 del 19 de diciembre de 2024 oficializó su cambio de denominación a Comando de Operaciones Conjuntas.

## Operaciones militares
El COFFAA en coordinación con sus elementos y los comandos dependientes es responsable de dirigir las operaciones militares de vigilancia y control del espacio aéreo, vigilancia y control del espacio marítimo, y el apoyo logístico a la actividad antártica. También es responsable de dirigir el apoyo a la comunidad.

## Estructura
- Comando de Operaciones Conjuntas. Asiento: Edificio Libertador (CABA).
  - Comando Conjunto Aeroespacial (COCAES). Asiento: Centro de Operaciones Aeroespaciales Merlo (BA).
  - Comando Conjunto Antártico (COCOANTAR). Asiento: Edificio Libertad (CABA).
  - Comando Conjunto Marítimo (COCM). Asiento: Edificio Libertad (CABA).
  - Comando Conjunto de Ciberdefensa (COCOCIBER). Asiento: Puerto Madero (CABA).
  - Comando Conjunto de Fuerzas de Operaciones Especiales (CCFOE). Asiento: Edificio Libertador (CABA).
  - Comando Conjunto de Transporte (COTRAC). Asiento: Edificio Libertador (CABA).
  - Comando Conjunto Territorial de la Zona Interior (COTERIT). Asiento: Edificio Libertador (CABA).
  - Comando Conjunto de Protección Civil en Emergencias. Asiento: Edificio Libertador (CABA).
  - Centro Argentino de Entrenamiento Conjunto para Operaciones de Paz (CAECOPAZ). Asiento: Campo de Mayo (BA).